# Rabanera del Pinar
Rabanera del Pinar ist ein Ort und eine kleine Gemeinde (municipio) mit 99 Einwohnern (Stand: 2024) in der nordspanischen Provinz Burgos in der Autonomen Gemeinschaft Kastilien-León. Sie ist Teil der Comarca Sierra de la Demanda. 

## Lage und Klima
Rabanera del Pinar liegt im Herzen der Sierra de la Demanda in einer Höhe von etwa 1100 m. Die Provinzhauptstadt Burgos ist knapp 75 km in nordnordwestlicher Richtung entfernt. Durch die Gemeinde und den Ort fließt der Lobos, ein Nebenfluss des Río Arlanza. Das Klima im Winter ist rau, im Sommer dagegen gemäßigt und warm; der für spanische Verhältnisse ausreichende Regen (ca. 874 mm/Jahr) fällt überwiegend im Winterhalbjahr.

## Bevölkerungsentwicklung
| Jahr      | 1970 | 1981 | 1991 | 2001 | 2011 | 2021 |
| Einwohner | 285  | 221  | 172  | 138  | 124  | 98   |

## Sehenswürdigkeiten
- Johannes-der-Täufer-Kirche (Iglesia de San Juan Bautista)
- Santiago-Einsiedelei